# سینتیا رودس
 سینتیا رودس (انگلیسی: Cynthia Rhodes؛ زادهٔ ۲۱ نوامبر ۱۹۵۶) یک هنرپیشه، و خواننده اهل ایالات متحده آمریکا است. وی بین سال‌های ۱۹۸۰ تا ۱۹۹۱ میلادی فعالیت می‌کرد.
از فیلم‌ها یا برنامه‌های تلویزیونی که وی در آن نقش داشته است می‌توان به رقص کثیف و فرار اشاره کرد.